# Fémina Visé Handball
Pour les articles homonymes, voir Fémina.
Cet article concerne le club féminin de handball de Visé. Pour le club masculin de handball de Visé, voir HC Visé BM.
Maillots
Dernière mise à jour : 8 février 2024.
Le Fémina Visé Handball, ou tout simplement Fémina Visé, est un club belge de handball féminin, situé à Visé dans la Province de Liège.
Issu d'une dissidence avec le club masculin de Visé, le Fémina demeure le club le plus titré du handball belge et l'un des plus beaux palmarès du sport wallon. Comptant 26 trophées à son actif (13 titres de Champions et 13 Coupe de Belgique), le club multiplia les exploits au cours des années 90, années 2000 et années 2010.
Porteur du matricule 535, le club est affilié à la LFH.

## Histoire

### 1954-1986: Le handball féminin à Visé
Le handball apparaît en 1954 à Visé avec son introduction à l'Athénée royale de Visé ainsi que de par la fondation de l'Amicale Visé à la suite de l'initiative de deux professeurs d'éducation physique, Jean Piedboeuf et Bollen.
Le club s'adonnait alors à la formation des jeunes, tant les garçons que chez les filles, pourtant afin de disposer de moyens suffisants, la section féminine se sépara de son homologue masculin.
En effet, en 1975, avec l'aide du futur président, Marcel Neven, la section féminine de l'Amicale Visé se sépara de son homologue masculin et fonda leur propre club mais qui garda toujours la dénomination d' Amicale Visé, l'équipe visétoise fusionna avec la formation de Herstal.
La formation visétoise réussit donc à évoluer lors de la première édition du championnat national lors de la saison 1980/1981 où le club réussit à rester dans la division mais se fait reléguer la saison suivant en Division AIF (Division 2),.
L'Amicale Visé réussit à retrouver l'élite lors de la saison 1985/1986 mais se fait de suite reléguer à la ligue.
À la suite de cette descendante, le club change son nom et devient le Fémina Visé et parvient à retrouver l'élite lors de la saison 1988/1989.

### 1986: La création du club
Dès ses retrouvailles avec l'élite lors de la saison 1988/1989, le club monta en puissance.
En effet lors de cette saison, le Fémina entreprit quelques transferts tels que la gardienne du KTSV Eupen, Claudia Fohn, mais aussi plusieurs transferts venant des pour la plupart de la Jeunesse Jemeppe et du HCE Tongeren.
Et à l'issue de cette saison, le Fémina réussit à se maintenir dans l'élite grâce à une septième place.
Lors de la saison qui suivit, 1989/1990, le club de la cité de l'oie surpris tous les observateurs puisqu'il réussit à se qualifier en Play-offs grâce à une troisième place, une première pour un club francophone.
Qualifié ainsi en demi-finales des Play-offs, le club dut affronter le Sporting Neerpelt, le deuxième de la Phase classique et donc ne part pas tout à fait favori mais au match aller, à Neerpelt, le Fémina réussit à décrocher l'égalité, 20 partout et se défit du Sporting et donc se qualifia en finale de Play-offs.
En finale, face à l'ogre du handball féminin, l'Initia HC Hasselt, Visé perdit sur le très lourd score total de 43 à 18 (19-7;24-11).

### Parcours
| Saison    | Division 1 | Coupe de Belgique | Europe       |
| --------- | ---------- | ----------------- | ------------ |
| 2006-2007 | 1          | V                 | EHF:2e tour  |
| 2007-2008 | 1          | V                 | EHF:2e tour  |
| 2008-2009 | 1          | V                 | EHF:1er tour |
| 2009-2010 | 1          | ?                 | EHF:2e tour  |
| 2010-2011 | 5          | ?                 | EHF:2e tour  |
| 2011-2012 | 1          | Finale            | CC:3e tour   |
| 2012-2013 | 2          | V                 | EHF:3e tour  |
| 2013-2014 | 1          |                   |              |

1. ↑  EHF=coupe EHF; CC=coupe Challenge

### Campagnes européennes
| Fémina Visé |                          |                |                           |       |        |        |                            |
| Saison      | Compétition              | Tour           | Club                      | Aller | Total  | Retour | Club                       |
| 1990-1991   | Coupe de l'IHF (C3)      | 1er tour       | Fémina Visé               | 13-27 | 26-53  | 13-26  | SC Leipzig                 |
| 1991-1992   | Coupe des coupes (C2)    | 1er tour       | Fémina Visé               | 24-14 | 42-29  | 18-15  | HC Berchem                 |
| 1991-1992   | Coupe des coupes (C2)    | 1/8 de finales | Fémina Visé               | 19-31 | 27-59  | 8-28   | ŽRK Podravka Koprivnica    |
| 1992-1993   | Coupe des coupes (C2)    | 1er tour       | V&L Handbal Geleen        | 24-16 | 42-30  | 18-14  | Fémina Visé                |
| 1993-1994   | Coupe des Villes (C4)    | 1er tour       | Fémina Visé               | 21-14 | 35-34  | 14-20  | Türk Hava Yolları SK       |
| 1993-1994   | Coupe des Villes (C4)    | 1/8 de finales | RK Zamet Rijeka           | 28-20 | 46-36  | 18-11  | Fémina Visé                |
| 1994-1995   | Coupe des coupes (C2)    | 1/16 de finale | Fémina Visé               | 19-21 | 24-33  | 14-26  | Academico Funchal          |
| 1995-1996   | Coupe de l'EHF (C3)      | 1/16 de finale | RK Graničar Đurđevac      | 29-9  | 51-24  | 22-15  | Fémina Visé                |
| 1996-1997   | Coupe des coupes (C2)    | 1/16 de finale | Fémina Visé               | 20-29 | 28-65  | 8-36   | Istochnik Rostov           |
| 1997-1998   | Ligue des champions (C1) | 1/16 de finale | Fémina Visé               | 18-32 | 34-70  | 16-38  | CSM Oltchim Râmnicu Vâlcea |
| 1998-1999   | Ligue des champions (C1) | 1/16 de finale | ES Besançon               | 33-13 | 62-30  | 29-17  | Fémina Visé                |
| 2000-2001   | Coupe des coupes (C2)    | 1er tour       | TV 05 Mainzlar            | 36-22 | 38-48  | 32-26  | Fémina Visé                |
| 2001-2002   | Coupe de l'EHF (C3)      | 2e tour        | Fémina Visé               | 15-23 | 38-59  | 23-36  | SUN AL Bouillargues        |
| 2002-2003   | Coupe de l'EHF (C3)      | 2e tour        | Eastcon AG Vilnius        | 27-19 | 59-36  | 32-19  | Fémina Visé                |
| 2003-2004   | Coupe des coupes (C2)    | 1er tour       | Fémina Visé               | 19-38 | 31-80  | 12-42  | FC Copenhague              |
| 2004-2005   | Coupe de l'EHF (C3)      | 1er tour       | Youth Union Athienou      | 24-41 | 44-67  | 20-26  | Fémina Visé                |
| 2004-2005   | Coupe de l'EHF (C3)      | 2e tour        | Byåsen IL                 | 49-21 | 100-39 | 51-18  | Fémina Visé                |
| 2005-2006   | Coupe de l'EHF (C3)      | 2e tour        | Fémina Visé               | 35-38 | 63-71  | 28-33  | Latsia Nicosia             |
| 2006-2007   | Coupe de l'EHF (C3)      | 1er tour       | STHV Juventus Melveren    | 19-19 | 35-41  | 16-22  | Fémina Visé                |
| 2006-2007   | Coupe de l'EHF (C3)      | 2e tour        | Spono Eagles              | 32-17 | 56-29  | 24-12  | Fémina Visé                |
| 2007-2008   | Coupe de l'EHF (C3)      | 1er tour       | Cornexi-Alcoa Fehérvár KC | 37-17 | 65-38  | 2821   | Fémina Visé                |
| 2008-2009   | Coupe de l'EHF (C3)      | 1er tour       | HK Lokomotiv Varna        | 34-23 | 62-46  | 2823   | Fémina Visé                |
| 2009-2010   | Coupe de l'EHF (C3)      | 1er tour       | Fémina Visé               | 24-28 | 53-65  | 29-37  | ŽORK Vrnjačka Banja        |
| 2010-2011   | Coupe de l'EHF (C3)      | 2e tour        | Fémina Visé               | 17-32 | 34-61  | 17-39  | HC Dunărea Brăila          |
| 2011-2012   | Coupe Challenge (C4)     | 3e tour        | HC Victoria-Berestie      | 39-27 | 66-52  | 27-25  | Fémina Visé                |
| 2012-2013   | Coupe de l'EHF (C3)      | 2e tour        | Maccabi Arazim Ramat Gan  | 21-41 | 44-82  | 23-41  | Fémina Visé                |
| 2012-2013   | Coupe de l'EHF (C3)      | 3e tour        | Cankaya Bel. Ankara       | 31-21 | 73-46  | 42-25  | Fémina Visé                |
| 2013-2014   | Coupe de l'EHF (C3)      | 2e tour        | KHF Kastrioti             | 25-30 | 56-67  | 31-37  | Fémina Visé                |
| 2013-2014   | Coupe de l'EHF (C3)      | 3e tour        | Fémina Visé               | 24-22 | 46-51  | 22-29  | Cankaya Bel. Ankara        |
| 2014-2015   | Coupe de l'EHF (C3)      | 2e tour        | Kyndil Tórshavn           | 15-22 | 36-42  | 21-20  | Fémina Visé                |
| 2014-2015   | Coupe de l'EHF (C3)      | 3e tour        | Fémina Visé               | 20-37 | 41-62  | 21-25  | Muratpaşa BSK              |
| 2015-2016   | Coupe de l'EHF (C3)      | 2e tour        | Fémina Visé               | 20-34 | 42-72  | 22-38  | SS/VOC Amsterdam           |
| 2016-2017   | Coupe Challenge (C4)     | 1/16 de finale | Fémina Visé               | 16-16 | 36-40  | 20-24  | ABU Baku                   |
| 2017-2018   | Coupe Challenge (C4)     | 1/16 de finale | Fémina Visé               | 13-27 | 23-52  | 10-25  | Kristianstad HK            |
| 2018-2019   | Coupe Challenge (C4)     | 1er tour       | Holon HC                  | 23-26 | 45-52  | 22-26  | Fémina Visé                |
| 2018-2019   | Coupe Challenge (C4)     | 1/8 de finale  | Fémina Visé               | 17-27 | 31-52  | 14-25  | Kristianstad HK            |

#### Clubs rencontrés
| - SC Leipzig - TV 05 Mainzlar - ABU Baku - STHV Juventus Melveren - HC Victoria-Berestie - HK Lokomotiv Varna - RK Graničar Đurđevac - RK Zamet Rijeka - Latsia Nicosia - Youth Union Athienou - FC Copenhague - ES Besançon - SUN AL Bouillargues - Cornexi-Alcoa Fehérvár KC - Kyndil Tórshavn - Holon HC - Maccabi Arazim Ramat Gan | - KHF Kastrioti - Eastcon AG Vilnius - HC Berchem - Byåsen IL - SS/VOC Amsterdam - V&L Handbal Geleen - Academico Funchal - CSM Oltchim Râmnicu Vâlcea - HC Dunărea Brăila - Istochnik Rostov - ŽORK Vrnjačka Banja - Kristianstad HK 2X - Spono Eagles - Cankaya Bel. Ankara 2X - Muratpaşa BSK - Türk Hava Yolları SK - ŽRK Podravka Koprivnica |

## Palmarès
Le tableau suivant récapitule les performances du Fémina Visé Handball dans les diverses compétitions belges et européennes.
| Compétitions internationales | Compétitions nationales |
| - Ligue des champions - seizième de finale en 1998-1999 et 1999-2000 - coupe d'Europe des vainqueurs de coupe - deuxième tour préliminaire en 2003-2004 - coupe de l'EHF - troisième tour préliminaire en 2012-2013 - coupe Challenge - troisième tour préliminaire en 2011-2012 | - Division 1 (13) - Champion : 1997, 1998, 1999, 2000, 2001, 2004, 2007, 2008, 2009, 2010, 2012, 2014 et 2022 - coupe de Belgique (13) - Champion : 1994, 1998, 1999, 2000, 2003, 2004, 2007, 2008, 2009, 2013, 2014, 2016, 2017 |

## Trophées individuels
Trophées individuels des joueuses du Fémina Visé Handball
| Handballeuse de l'année |
| - 1997 Véronique Bella - 1998 Julie Rasson - 1999 Florentina Gilice - 2000 Isabelle Hellings - 2001 Isabelle Hellings - 2002 Isabelle Hellings - 2003 Isabelle Hellings - 2004 Isabelle Hellings - 2005 Véronique Bormans - 2012 Judith Franssen |

| Meilleur Buteuse de l'année                                                   |
| - 1997-1998 Véronique Bella - 2006-2007 Evy Machiels - 2007-2008 Evy Machiels |

## Personnalités du club

### Présidents
- Marcel Neven: depuis 1975

### Entraîneur
- Eddy Bonten
- Ilona Venema
- Edo Delic

### Joueuses emblématique
- Claudia Fohn
- Véronique Bella
- Julie Rasson
- Florentina Gilice
- Isabelle Hellings
- Véronique Bormans
- Judith Franssen
- Evy Machiels